# クルト・ロゲール
クルト・ロゲール（Kurt Roger , 1895年5月3日 - 1966年8月4日）は、オーストリアの作曲家。

## 生涯
アウシュヴィッツ（現在のポーランド領オシフィエンチム）出身。ウィーンで育ち、作曲をカール・ヴァイグルとアルノルト・シェーンベルクに、音楽学をグイド・アドラーに師事した。1921年に博士号を取得し、1923年から1938年まで新ウィーン音楽院で音楽理論と作曲を教えた。1938年、オーストリアがドイツに併合されると、ロンドンに逃れた。しかしイギリスでは永住許可が下りず、翌年にアメリカ合衆国にわたった。アメリカではジョージ・ワシントン大学の教職に就き、1945年に市民権を得た。1958年にザルツブルクのモーツァルテウムで夏期講習を担当し、1964年にはクイーンズ大学ベルファストの客員教授に招かれた。

## 音楽
作品には管弦楽曲（交響曲、協奏曲）、室内楽曲、合唱曲、歌曲など116曲がある。彼の作品はシェーンベルクの無調に踏み込むことなく、むしろヴァイグルの新ロマン主義音楽に近い。とはいえモチーフの対位法的展開にシェーンベルクの影響がみられる。また時折表現主義の影響も顔をのぞかせる。

## 文献
- Otto Biba: Programmheft zum Portrait-Konzert Kurt Roger, Gesellschaft der Musikfreunde in Wien, 21. Juni 2004
- Sonia Stevenson: Booklet zur Naxos-CD 8.572238 (Kammermusikwerke von Kurt Roger, Naxos 2009)